# Malá Homôľka
Malá Homôľka (1298 m n. m.)) je druhý nejvyšší vrch v pohoří Vtáčnik . Nachází se v centrální, nejvyšší části pohoří, nad obcí Prochot.
Vrch pokrývá smíšený les a velká část vrcholu patří do NPR Vtáčnik. Malá Homôľka leží v severní části masivu nejvyššího vrchu Vtáčnik a jeho severním sousedem je 1274,4 m n. m. vysoká Veľká Homôľka.

## Přístup
- Po  značce
  - Po hřebeni z Tri chotáre
  - Po hřebeni z Vtáčnika
- Po  značce z Lehoty pod Vtáčnikom
- Po  značce z obce Prochot